# Itaiçaba
Itaiçaba is een gemeente in de Braziliaanse deelstaat Ceará. De gemeente telt 7.955 inwoners (schatting 2009).
De gemeente grenst aan Aracati, Jaguaruana en Palhano.